# Case (filho de Iube)

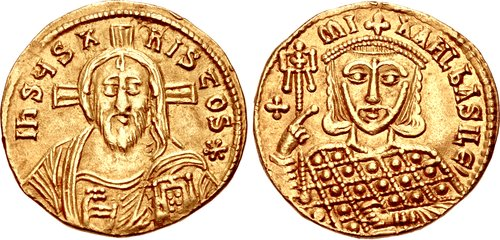
Soldo de r.

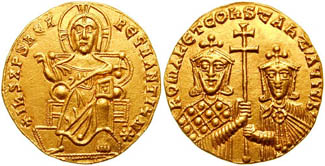
Soldo de r. e r.

Case, filho de Iube (em grego: Χασὲ υἱὸς τοῦ Ἰούβη), originalmente Haçane, filho de Aiube (Hasan ibn Ayyub), foi um oficial sênior de origem árabe dos séculos IX e X que esteve ativo durante o reinado do imperador Alexandre (r. 912–913).  O ilustre João Iubes que aparece posteriormente no século X provavelmente era um descendente ou parente de Case.

## Biografia
Case, uma forma helenizada do árabe "Haçane", é mencionado pelo Sobre a Administração do Império, um obra compilada em meados do século X pelo imperador Constantino VII Porfirogênito (r. 913–959), e nas crônicas de Teófanes Continuado e Jorge Mônaco. Junto com seu irmão mais novo, que recebeu o nome cristão Nicetas em seu batismo, ele foi relatadamente um escravo do patrício Damião, o paracemomeno do imperador Miguel III, o Ébrio (r. 842–867), implicando que foram capturados como prisioneiros de guerra durante um conflito com os árabes em torno de meados do século IX ou logo depois. É incerto se os irmãos vieram sozinhos ou com seu Iube (em grego: Ἰούβη, forma helenizada de Aiube), sendo possível que chegaram no Império Bizantino como crianças, e até mesmo que Nicetas nasceu lá. Case permaneceu muçulmano, enquanto Nicetas, cujo nome original não é registrado, foi aparentemente batizado como cristão.
Constantino VII afirma que durante o reinado de seu tio Alexandre (r. 912–913), Case foi um de seus confidentes mais próximos, e acusou-o de ter uma influência negativa sobre o imperador. Segundo os cronistas, ele manteve uma posição fiscal no Tema da Hélade depois disso. Ele rapidamente tornou-se odiado pelos habitantes locais devido suas exigências incessantes, até que foi apedrejado até ao morte diante do altar duma igreja (mais provavelmente o convertido Partenão) em Atenas. Como era muçulmano, pode ter tentado procurar santuário lá, ou mesmo sua entrada na igreja pode ter ultrajado a congregação levando a seu assassinato. Sua morte ocorreu provavelmente em 915.